# Генрі Ернест Штольберг-Вернігеродський
Генрі Ернест Штольберг-Вернігеродський (нім. Heinrich Ernst zu Stolberg-Wernigerode; 7 грудня 1716, Вернігероде — 24 жовтня 1778, Гальберштадт) — німецький політик з шляхетного аристократичного німецького роду Штольбергів, граф Штольберг-Вернігеродський з 1771 року до своєї смерті. Був каноніком, деканом і автором багатьох гімнів. Він також опублікував декілька збірок поезій та пісень.